# Cacoecimorpha
Cacoecimorpha is een geslacht van vlinders uit de familie van de Tortricidae (Bladrollers). Het geslacht werd voor het eerst wetenschappelijk beschreven door Obraztsov in 1954.

## Soorten
Het genus bevat de volgende soort:

- Cacoecimorpha pronubana (Hübner, 1799)